# Fred Buscaglione & i suoi Asternovas (1959)
Fred Buscaglione & i suoi Asternovas è una raccolta di Fred Buscaglione del 1959.

## Il disco
Il secondo dei due album in studio di Buscaglione che furono pubblicati in formato 16 giri. Fu pubblicato nel maggio del 1959, e venne ristampato varie volte, negli anni settanta e ottanta.

## Tracce
Lato A
1. Pity Pity (Ergus, Steve Lawrence)
2. Ciao Joe (Fred Buscaglione, Leo Chiosso)
3. Senza sogni (Fred Buscaglione, Leo Chiosso)
4. Señora (Santos)
5. La mia piccola pena (Giorgio Fabor, Gian Carlo Testoni)
6. Niente visone (Fred Buscaglione, Leo Chiosso)
7. Juke Box (Luciano Beretta, Gualtiero Malgoni)
8. Lontano da te (Fred Buscaglione, Leo Chiosso)
9. Boccuccia di rosa (Gigi Cichellero, Alberico Gentile)
10. Carina (R. Poes, Alberto Testa)

Lato B
1. Guarda che luna (Elgos, Malgoni)
2. Le Rififi (Philippe Gerard)
3. La tazza di tè (Fred Buscaglione, Leo Chiosso)
4. Tu... Non devi farlo più (Gian Carlo Testoni, Corrado Lojacono)
5. Whisky facile (Fred Buscaglione, Leo Chiosso)
6. Terziglia (Fred Buscaglione, Marino De Paolis, Mario Coppola)
7. Cha cha cha de los cariñosos (Rosendo Ruiz)
8. Che notte (Fred Buscaglione, Leo Chiosso)
9. Tre Volte Baciami (I Love You Forestiera) (Luciano Beretta, Secondo Casadei)
10. Piangi (Leoncillo Leoncilli)